# Hermann Flender (Diplomat)
Hermann Flender (* 9. Januar 1918 in  Weidenau; † 7. August 2004 in Siegen) war ein deutscher Diplomat und Botschafter.

## Leben
Flender war der Spross einer Siegerländer Unternehmerfamilie und studierte von 1946 bis 1950 Betriebswissenschaft und Rechtswissenschaften in München. Er trat anschließend in den diplomatischen Dienst ein. 
1953 war er Wirtschaftsreferent im Range eines Vizekonsul im Generalkonsulat in San Francisco und erhielt 1959 eine Ernennung im Auswärtigen Amt in Bonn zum Legationsrat. 1960 wurde er Legationsrat/Leiter der Wirtschaftsabteilung in Addis Abeba. 1962 war die Ernennung zum Konsul I. Kl., Generalkonsulat Mailand. Von 1967 wirkte Flender als Stellvertretender Generalkonsul in Chicago. 
Von 1978 bis 1980 war er Botschafter in Kigali in Ruanda und von 1980 bis 1983 in Vientiane in Laos. 1983 ging er in den Ruhestand.
Er wurde in Italien mit einem Offizierskreuz des nationalen Verdienstordens und in Frankreich mit dem Kommandeurskreuz des französischen Ordre national du Mérite geehrt. Zudem war er Ehrenbürger von Minneapolis (Minnesota/USA) und in Belgien Commandeur de l'Ordre de Léopold. 1983 wurde er mit dem Verdienstkreuz 1. Klasse des Verdienstordens der Bundesrepublik Deutschland geehrt.
| Vorgänger         | Amt                                                                     | Nachfolger              |
| ----------------- | ----------------------------------------------------------------------- | ----------------------- |
| ...               | Botschafter der Bundesrepublik Deutschland in Kigali, Ruanda 1978–1980  | ...                     |
| Günter Wasserberg | Botschafter der Bundesrepublik Deutschland in Vientiane, Laos 1980–1983 | Hellmut Schatzschneider |

| Personendaten    | Personendaten                      |
| ---------------- | ---------------------------------- |
| NAME             | Flender, Hermann                   |
| KURZBESCHREIBUNG | deutscher Diplomat und Botschafter |
| GEBURTSDATUM     | 9. Januar 1918                     |
| GEBURTSORT       | Weidenau                           |
| STERBEDATUM      | 7. August 2004                     |
| STERBEORT        | Siegen                             |